# 1-Tetradecanol
El 1-tetradecanol, o comúnmente denominado alcohol mirístico (de Myristica fragrans, la planta de nuez moscada), es un alcohol graso saturado de cadena lineal, con la fórmula molecular CH3(CH2)12CH2OH. Es un sólido ceroso blanco, prácticamente insoluble en agua, soluble en éter dietílico y ligeramente soluble en etanol.

## Producción
El 1-tetradecanol puede prepararse mediante la hidrogenación del ácido mirístico (o sus ésteres); el ácido mirístico se puede encontrar en la nuez moscada (de donde obtiene su nombre), pero también está presente en el aceite de palmiste y el aceite de coco, y es a partir de estos que se produce la mayor parte del 1-tetradecanol. También se puede producir a partir de materias primas petroquímicas mediante el proceso Ziegler.

## Usos
Al igual que otros alcoholes grasos, el 1-tetradecanol se utiliza como ingrediente en cosméticos como las cremas frías por sus propiedades emolientes. También se utiliza como intermedio en la síntesis química de otros productos como los tensioactivos.

## Toxicidad
Al igual que otros alcoholes grasos, el alcohol miristílico tiene una toxicidad aguda muy baja, con LD50 >5000 mg/kg (oral, rata).